# Gammaracanthus loricatus
Gammaracanthus loricatus is een vlokreeftensoort uit de familie van de Gammaracanthidae. De wetenschappelijke naam van de soort is voor het eerst geldig gepubliceerd in 1821 door Sabine.